# MAYAir

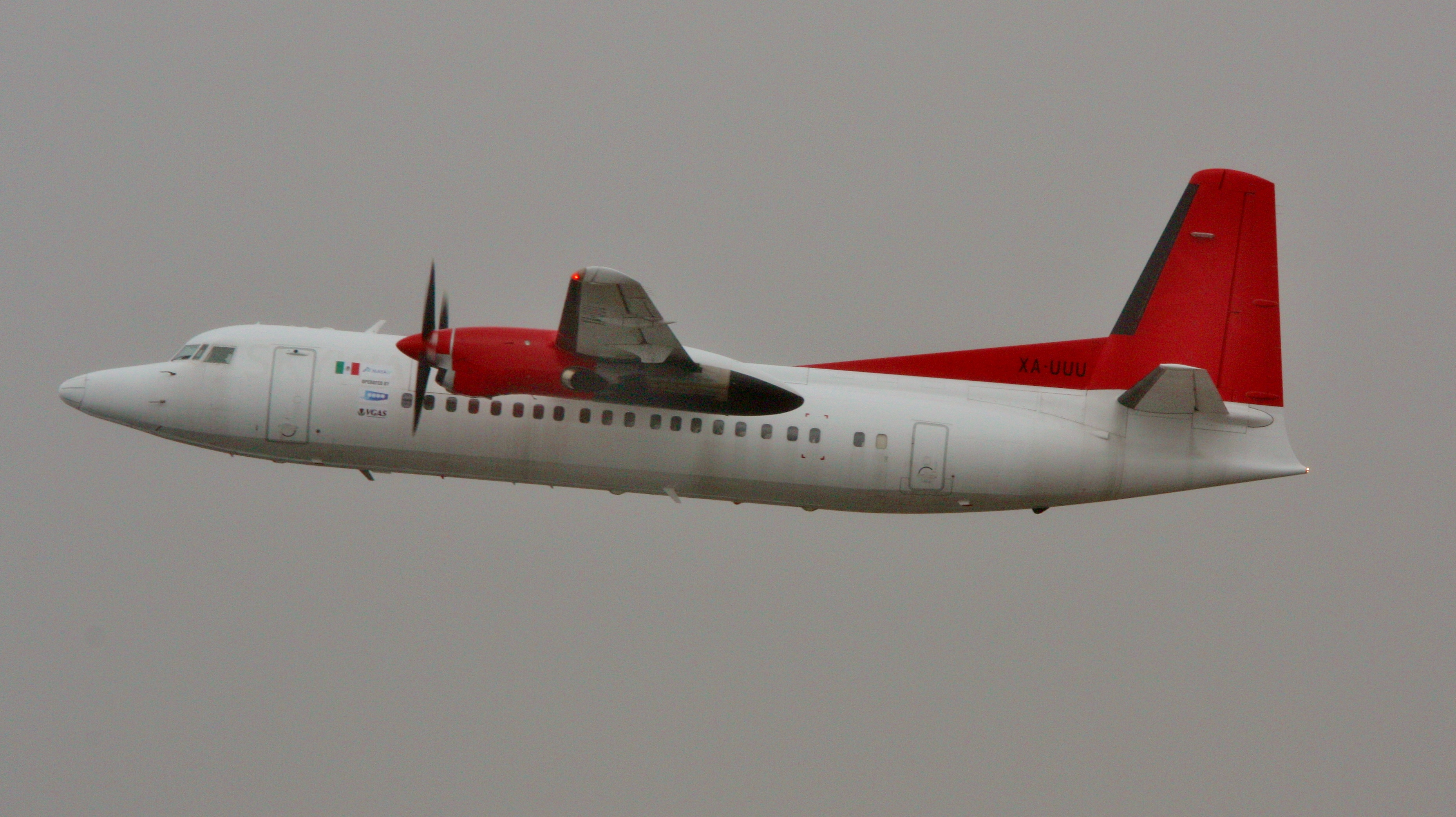
Fokker 50 należący do MAYAir

MAYAir – nieistniejąca meksykańska regionalna linia lotnicza z siedzibą w Cancún. Główną bazą był Port lotniczy Cancún. Funkcjonowała w latach 1994-2020